# TEL・TELまあじゃん
TEL・TELまあじゃんは、サンソフトの麻雀ゲーム。1990年6月8日発売。ベースになっているのはプロフェッショナル麻雀悟空で、メガモデムを使った通信対戦が行えるようになっている。
通信対戦は対戦者が相手方のモデムに直接接続する方式で、発信者側の通話料のみで利用できる。

## 評価
BEEP!メガドライブBEメガ・ドッグレースでは6、6、7、7の26点。レビュアーは元はPCゲームの名作なだけに1人でも十分楽しめ、画面いっぱいに立体感があってMDの高性能さを改めて認識、これだけルール設定が多いのは麻雀ゲームの中でも珍しい、一方で電話回線を利用しての対戦はアイデアに脱帽とした上で電話料金がかなりかかってしまい遠くのプレイヤーと遊べる利点も電話代のことで欠点になりかねない、麻雀音痴とした1人はモデムを買うほどのゲームかは脱衣ものならまだしも微妙だとした。